# André Spoor (musicus)
Andreas Petrus (André) Spoor (Amsterdam, 23 september 1867 – Den Haag, 29 maart 1929) was een Nederlands violist en concertmeester van onder meer het Concertgebouworkest.

## Persoonlijk
Hij was zoon van acteur Simon Hendrik Spoor en actrice Maria Sophia Petronella van Gijtenbeek. Broer Simon Hendrik Spoor was eveneens violist. Hijzelf trouwde met de Hamburgse Bertha Leona Louise Krull, in 1900 na haar overlijden met Catharina Petronella Jautze (1872-1917) en was vanaf 1926 getrouwd met violiste Louise Stephanie Marie (Lous) Scholte. Via zijn zoon militair Simon Hendrik Spoor (uit het tweede huwelijk) en Louise Anna Maria Ooms is hij de grootvader van journalist André Spoor. 
Hij werd benoemd tot ridder in de Orde van Oranje-Nassau en was officier d'Académie française.
Zijn archief is ondergebracht in het Haags Gemeentearchief.

## Leven en werk
Zijn opleiding in de muziek begon al op zesjarige leeftijd. Jan Abels Tak nam hem voor anderhalf jaar onder zijn hoede. Het gezin verhuisde in september 1875 vanuit de Spuistraat naar Rotterdam. Daar volgde een studie aan de Rotterdamse muziekschool bij eerst Emanuel Wirth en later Hermann Csillag. Hij kreeg in Rotterdam ook nog enkele pianolessen van jeugdvriend Georg Rijken. Op vijftienjarige leeftijd (seizoen 1882/1883) stond hij al op de podia met vioolconcerten van Henri Vieuxtemps en Henryk Wieniawski. Hij mocht met staatssteun gaan studeren in Parijs bij Lambert Massart aan het Conservatorium aldaar. Hij speelde destijds in het orkest van de Colonne-concerten en die van Orchestre Lamoureux.
Op voorspraak van violist Karl Müller-Berghaus kon hij aan de slag als soloviolist bij het Orkest in Turku. Een jaar later (1888) nam hij zitting in het zogenaamde Aquariumorkest in Sint-Petersburg. Dat leidde tot een aanstelling tot docent vioolspel aan het conservatorium van Charkov. Na twee jaar keerde hij terug naar Sint-Petersburg en reisde door naar Helsinki, waar hij violist en concertmeester werd van de Orkestvereniging van Helsinki (de voorloper van het Helsinki Philharmonisch Orkest). In die tijd gaf hij soloconcerten in heel Finland. In 1891 maakte hij een overstap naar het orkest van Hans von Bülow in Hamburg. Hij zat in 1892/1893 weer in Helsinki, maar keerde daarna terug naar Hamburg, waar hij tevens leraar werd aan het conservatorium.
In 1895 nam hij de aanstelling aan van violist en concertmeester van het Concertgebouworkest van Willem Kes. Hij gaf er, wonende in gemeente Nieuwer-Amstel (Willemsparkweg, Jan Willem Brouwerstraat en Van Breestraat) nabij het Concertgebouw ook leiding aan de concertklas. In 1897 werd hij er tweede dirigent. Tussen 1895 in 1904 gaf hij 37 concerten als vioolsolist bij dat orkest (zijn moeder ging hem voor met vijf optredens in 1891/1892). Als dirigent stond hij meer dan 300 keer voor het orkest.
Het kwam tot een breuk met Willem Mengelberg (de opvolger van Willem Kes), waarbij een groot deel van de orkestbezetting was betrokken. Vanaf 1904 was hij in Den Haag violist, concertmeester (samen met Laurent Angenot) en tweede dirigent bij het Residentie Orkest en docent aan het Haags Conservatorium. In 1917 liet hij de functie van concertmeester over aan Sam Swaap en Adolphe Poth. Vanaf 1920 wijdde hij zich geheel aan het onderwijs aan het conservatorium, tot zijn overlijden. Daarnaast dirigeerde hij van 1921 tot 1928 het Haagsch Symphonie Orkest, een orkest van amusementsmusici die in hun vrije tijd klassieke muziek maakten.
De violist werd vanuit zijn woning aan de Duchattelstraat begraven op Nieuw Eykenduynen.